# Skrętka (konchiologia)

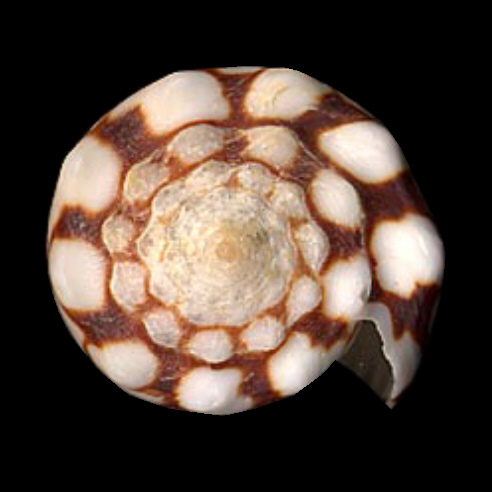
Wygląd skrętki muszli stożka Conus marmoreus

Skrętka – wszystkie widoczne skręty muszli, z wyjątkiem ostatniego, najmłodszego i zazwyczaj największego. Stosunek wysokości skrętki do wysokości otworu muszli u wielu gatunków ślimaków jest specyficzną cechą diagnostyczną, ważną przy oznaczaniu. Znaczenie diagnostyczne mają także takie cechy skrętki jak: stopień wysklepienia skrętów (czy skręty zmniejszają się płynnie czy też schodkowato) oraz zakończenie szczytu (ostry czy obły). U niektórych ślimaków np. u zatoczka pospolitego skrętka nie wypiętrza się, tworząc kilka współśrodkowych pierścieni. U innych ślimaków, np. u błotniarki jajowatej, skrętka jest silnie zredukowana na rzecz ostatniego skrętu. „Typowo ślimaczą” skrętkę mają takie gatunki jak np. błotniarka stawowa i ślimak winniczek.